# Agostinho Neto (São Tomé)
Agostinho Neto é uma aldeia de São Tomé e Príncipe, localiza-se ao Norte, no distrito da Lobata, ilha de São Tomé, próxima ao Rio do Ouro, à aldeia do Canavial e ao povoado do Guadalupe.